# Gilbert Hernandez
Pour l’article homonyme, voir Hernandez.
Gilbert Hernandez né à Oxnard, Californie, le 1er février 1957 est auteur de bande dessinée. Avec son frère Jaime et, au début, son frère Mario, il crée le comix Love and Rockets où, avec un dessin proche des Archie Comics, il traite - de manière drôle, fantaisiste ou sérieuse, selon l'humeur - de la vie quotidienne des habitants de la ville imaginaire de Palomar. Il est aussi l'auteur de Mechanics.

## Publications en anglais

### Comic books
- Love and Rockets (avec Mario et Jaime Hernandez), 50 numéros, Fantagraphics, 1982-1996.
- Birdland, 3 numéros, Fantagraphics, 1990-1991.
- Girl Crazy, 3 numéros, Dark Horse Comics, 1996.
- New Love, 6 numéros, Fantagraphics, 1996-1997.
- Luba, 10 numéros, Fantagraphics, 1998-2004.
- Luba's Comics And Stories, 8 numéros, Fantagraphics, 2000-2006.
- Love and Rockets vol. 2 (avec Jaime Hernandez), 20 numéros Fantagraphics, 2001-2007.
- Grip, Strange World of Men, 5 numéros, Vertigo, 2002.
- Birds of Prey no 50-55 (scénario), DC Comics, 2003.
- New Tales of Palomar, 3 volumes, Fantagraphics, 2006-2007.
- Speak of the Devil, 6 numéros, Dark Horse Comics, 2007-2008.
- Citizen Rex (avec Mario Hernandez), 6 numéros, Dark Horse Comics, 2009.
- Love and Rockets : New Stories (avec Jaime Hernandez), 8 numéros, 2008-2015[1].
- Love and Rockets vol. 4 (avec Jaime Hernandez), Fantagraphics, depuis 2016.
- Assassinistas (dessin), avec Tini Howard (scénario), 6 numéros, IDW Publishing, 2017-2018.

### Albums
Recueils
- Love and Rockets, Fantagraphics :

1. Music for Mechanics (avec Jaime et Mario Hernandez), 1985.
2. Chelo's Burden (avec Jaime et Mario Hernandez), 1986.
3. Las Mujeres Perdidas (avec Jaime Hernandez), 1987.
4. Tears from Heaven (avec Jaime Hernandez), 1988.
5. House of Raging Women (avec Jaime Hernandez), 1988.
6. Duck Feet (avec Jaime Hernandez), 1988.

8. Blood of Palomar, 1989.
9. Flies on the Ceiling (avec Jaime Hernandez), 1991.
10. Love & Rockets X, 1993.
12. Poison River, 1994.
14. Luba Conquers The World, 1996.
15. Hernandez Satyricon (avec Jaime et Mario Hernandez), 1997.
- Love and Rockets ¡Bonanza!, Fantagraphics, 1989. Recueil d'histoires parues entre 1985 et 1988 dans Love and Rockets[2].
- Fear of Comics, 2001, Fantagraphics,  (ISBN 1560974117).
- Tales from Shock City (avec Mario Hernandez), Fantagraphics, 2001  (ISBN 160699056X). Recueil d'histoires parues dans Mister X (années 1980).
- The Luba Trilogy, Fantagraphics :

1. Luba in America, 2002  (ISBN 1560974672).
2. The Book of Ofelia, 2006  (ISBN 1560976993).
3. Luba : Three Daughters, 2006  (ISBN 1560977698).

- Palomar : The Heartbreak Soup Stories, Fantagraphics, 2003  (ISBN 978-1-560-97539-7). Recueil des histoires de Palomar parues dans Love and Rockets vol. 1.
- The Love and Rockets Library, Fantagraphics :

2. Heartbreak Soup, 2007  (ISBN 978-1-56097-783-4). Recueil d'histoires de Palomar parues dans Love and Rockets vol. 1.
4. Human Diastrophism, 2007  (ISBN 978-1-56097-848-0). Recueil d'histoires de Palomar parues dans Love and Rockets vol. 1.
6. Beyond Palomar, 2007  (ISBN 978-1-56097-882-4). Contient La Rivière empoisonnée et Love & Rockets X.
7. Amor y Cohetes (avec Mario et Jaime Hernandez), 2008  (ISBN 978-1560979265). Recueil d'histoires parues dans Love and Rockets vol. 1.
10. Luba and Her Family, 2014  (ISBN 978-1-60699-753-6).
11. Ofelia, 2015  (ISBN 978-1-60699-806-9).
12. Comics Dementia, 2016  (ISBN 978-1-60699-907-3).
14. Three Sisters, 2018  (ISBN 978-1-68396-114-7).
- Luba, Fantagraphics, 2009  (ISBN 978-1-560-97960-9). Recueil d'histoire de Luba (1996-2007).
- High Soft Lisp, avril 2010  (ISBN 978-1-60699-318-7). Recueil d'histoires parues dans Love and Rockets vol. 2 (2001-2007).
- The Adventures of Venus, Fantagraphics, 2012  (ISBN 978-1-60699-540-2). Recueil d'histoires parues dans Measles (1999-2000).
- Children of Palomar, Fantagraphics, 2013  (ISBN 978-1-60699-625-6). Recueil de New Tales of Palomar (2006-2007).
- Assassinistas (dessin), avec Tini Howard (scénario), Black Crown, 2018  (ISBN 978-1684052714).

Histoires inédites
- Birdland, Eros Comix, 1992  (ISBN 1-560-97200-9).
- Sloth, Vertigo, 2006  (ISBN 978-1-401-20366-5).
- The Fritz-B Movie Series, Fantagraphics :

1. Chance in Hell, 2007  (ISBN 978-1-56097-833-6).
2. The Troublemakers, 2009  (ISBN 978-1-56097-922-7).
3. Love from the Shadows, 2011  (ISBN 978-1-60699-406-1).

- Yeah! (dessin), avec Peter Bagge (scénario), Fantagraphics, 2011  (ISBN 978-1-60699-412-2).
- Julio's Day, Fantagraphics, 2012  (ISBN 978-1-60699-606-5).
- Garden of the Flesh, Fantagraphics, 2016  (ISBN 978-1-60699-935-6).
- Maria M., Fantagraphics, 2017  (ISBN 978-1-68396-016-4).

## Publications en français
- Pain, Amour et Fusées (avec Jaime et Mario Hernandez), Les Humanoïdes Associés, « Pied Jaloux », 1983  (ISBN 273160218X).
- Mister X (avec Jaime et Mario Hernandez), Aedena, coll. « BD.US », 1986  (ISBN 2-905035-30-7).
- Birdland, Glénat, coll. « Le Marquis », 1992  (ISBN 2-87695-177-0).
- Love & Rocket X, Rackham, 2000  (ISBN 2-87827-040-1)[4].
- Palomar City, Seuil :

1. Palomar City volume 1, 2006  (ISBN 2-02-084598-9).
2. Palomar City volume 2, 2017  (ISBN 978-2-02-084599-1).

- Nouvelles Histoires de la vieille Palomar, Vertige Graphic et Coconino Press, coll. « Ignatz », 2008  (ISBN 978-2-84999-039-1).
- La Rivière empoisonnée, Delcourt, coll. « Outsider », 2008  (ISBN 978-2-7560-1462-3).
- L’enfer est pavé de bonnes intentions, Delcourt coll. « Outsider », 2009  (ISBN 978-2-7560-1662-7).
- Sloth : Les Paresseux, Panini Comics, coll. « Vertigo Graphic Novel », 2009  (ISBN 978-2-8094-0599-6).
- Luba, Delcourt coll. « Outsider » :

1. Luba volume 1, 2010  (ISBN 978-2-7560-1869-0).
2. Luba volume 2, 2010  (ISBN 978-2-7560-2371-7).
3. Luba volume 3, 2012  (ISBN 978-2-7560-2784-5).

- La Saison des billes, Atrabile, coll. « Ichor », 2013  (ISBN 978-2-88923-011-2).
- Julio, Atrabile, coll. « Ichor », 2014  (ISBN 978-2-88923-017-4).
- Une tête bien vide, Atrabile, coll. « Ichor », 2015  (ISBN 978-2-88923-028-0).
- Jardin d'Eden, Delcourt, coll. « Erotix », 2017  (ISBN 978-2-7560-9091-7).

## Récompenses
- 1984 :  Prix Yellow-Kid de l'auteur étranger, pour l'ensemble de son œuvre (avec Jaime Hernandez et Mario Hernandez)
- 1986 : Prix Kirby de la meilleure série en noir et blanc pour Love and Rockets (avec Jaime Hernandez)
- 1989 :
  - Prix Harvey de la meilleure série (avec Jaime Hernandez) et du meilleur scénariste pour Love and Rockets
  -  Prix Urhunden du meilleur album étranger pour Palomar : Den krattande solen
- 1990 : Prix Harvey de la meilleure série (avec Jaime Hernandez) et du meilleur scénariste pour Love and Rockets
- 2001 : Prix Harvey de la meilleure nouvelle série pour Luba's Comix and Stories
- 2004 : Prix Harvey du meilleur épisode pour Love and Rockets vol. 2, no 9 (avec Jaime Hernandez)
- 2006 : Prix Harvey du meilleur épisode pour Love and Rockets vol. 2, no 15 (avec Jaime Hernandez)
- 2011 : Prix Harvey de la meilleure série pour Love and Rockets vol. 3 (avec Jaime Hernandez)
- 2012 : Prix Ignatz de la meilleure série pour Love and Rockets : New Stories (avec Jaime Hernandez)
- 2014 : Prix Eisner de la meilleure histoire courte pour une histoire sans titre de Love and Rockets: New Stories no 6
- 2017 : Temple de la renommée Will Eisner